# Gare de Répcelak
La gare de Répcelak (en hongrois : Répcelak vasútállomás) est une halte ferroviaire hongroise, située à Répcelak.